# سینمای نیوزیلند

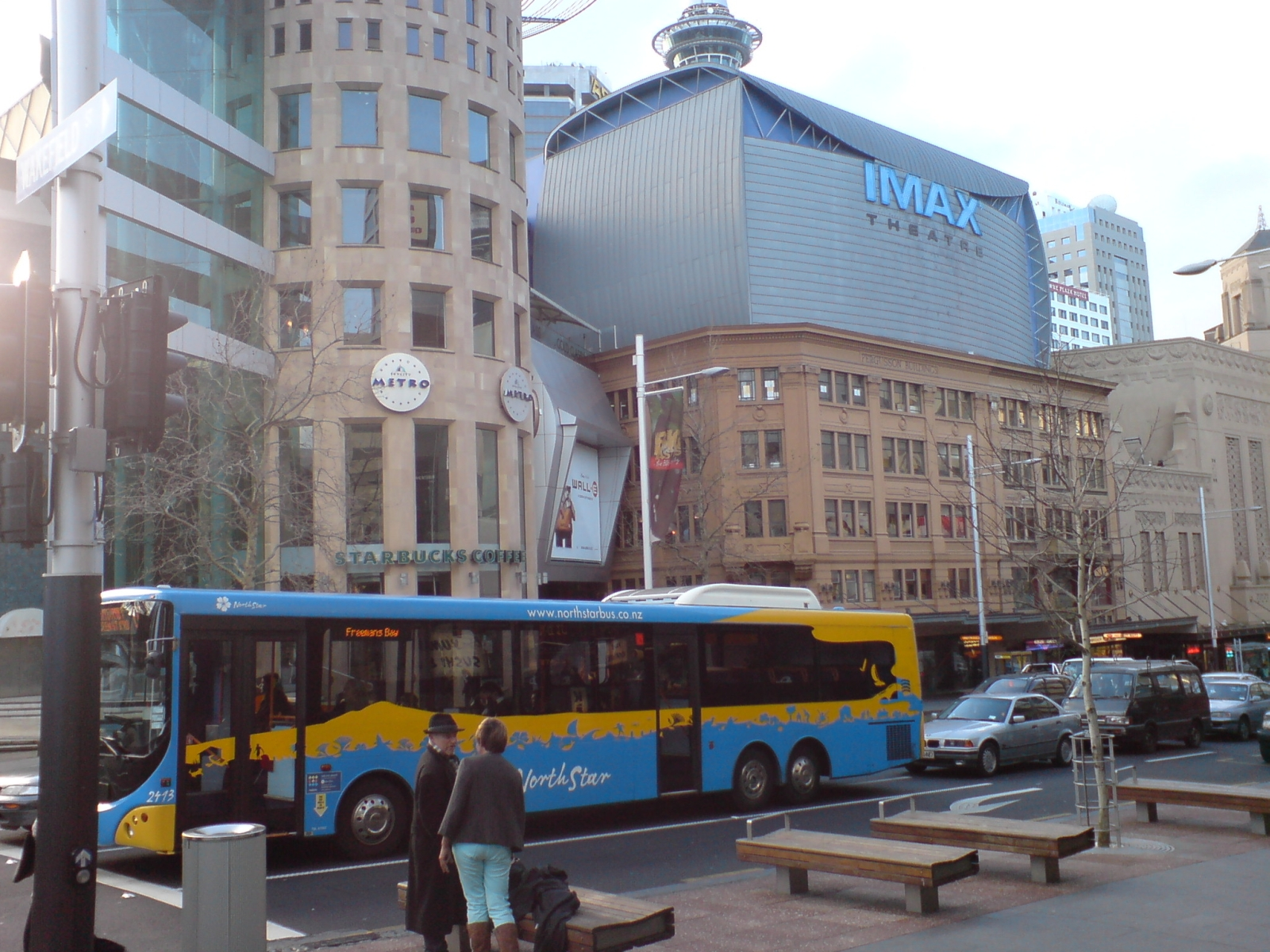
پردیس مدرن سینمایی آی‌مکس در میدان آوته در آوکلند

سینمای نیوزیلند (انگلیسی: Cinema of New Zealand) به صنعت فیلمسازی در این کشور، تولیدات مشترک سینمایی با سایر کشورها و کمپانی‌های فیلمسازی، جشنواره‌های 
محلی و بین‌المللی، بدنه سینمایی اهل نیوزیلند و همچنین انستیوها و مدرسه‌های فیلم در این سرزمین اشاره دارد. سینمای نیوزیلند در ذات اگرچه کوچک است اما در طی ۳۰ سال اخیر با سرمایه‌گذاری خارجی تقریباً یکی از قدرتمندترین کشورها در ساخت و تولید فیلم‌های مشترک سینمایی و مستند برشمرده می‌شود.

## پیشینه و پیشگامان
ورود سینما به نیوزیلند و اولین نمایش عمومی به ۱۳ اکتبر ۱۸۹۶ در خانه اوپرای آوکلند بر می‌گردد. اولین فیلم بومی این کشور یک مستند ۵ دقیقه‌ای است که توسط آلفرد وایت‌هاوس در سال ۱۸۹۸ ساخته شد. او بنیانگذار سینما در نیوزیلند شناخته می‌شود و طی ۱۸۹۸ تا ۱۹۰۰ حدود ۱۰ فیلم مستند کوتاه ساخت. تنها اثر باقی مانده از وی که اکنون در آرشیو فیلم نیوزیلند نگهداری می‌شود به نام (The Departure of the Second Contingent for the Boer War) محصول ۱۹۰۰دربارهٔ اعزام سربازان برای جنگ بوئر دوم است.
در ۱۹۱۴ اولین فیلم داستانی ساخته می‌شود. هینه‌موآ (Hinemoa) به تهیه‌کنندگی ادوارد اندرسون با بودجه ۵۰ پوندی و کارگردانی جورج تار به مدت ۴۲ دقیقه ساخته شد. هینه‌موآ در ۱۷ اگوست ۱۹۱۴ در سالن تئاتر آوکلندبه نمایش درآمد. جورج تار در ۱۹۲۲ دومین فیلم بلند و مهم نیوزیلند به نام ۱۰ هزار مایل در جزایر جنوبی (Ten Thousand Miles in the Southern Cross) را ساخت. قدیمی‌ترین سینمای بازمانده در نیوزیلند در منطقه روکسبرا واقع در اوتاگو قرار دارد. این سینما در ۱۱ دسامبر ۱۸۹۷ افتتاح گردید.
بین دهه‌های ۲۰ تا ۶۰ عمدتاً سینمای نیوزیلند به ساخت مشترک یا مستقل فیلم‌های مستند می‌پرداخت. اما سینماگرانی مانند رودول هیوارد و جان اوشی در این دهه‌ها فعال بودند. از اواخر دهه ۶۰ ورود دولت به صنعت سینما جدی می‌شود. در ۱۹۷۰ دفتر ملی فیلم نیوزیلند با کمک پارلمان این کشور یک مستند حرفه‌ای به نام اینجا نیوزیلند است تهیه می‌کند. نمایش این فیلم در نمایشگاه جهانی اوزاکا در سال ۱۹۷۰ با استقبال فراوان روبرو می‌شود و بر رشد سرمایه‌گذاری کمپانی‌های فیلمسازی خارجی در نیوزیلند می‌افزاید.

## سینمای مدرن نیوزیلند
در اوایل دهه ۷۰ با تأسیس کمیته فیلم نیوزیلند به عنوان یک نهاد دولتی، بودجه مناسبی به بدنه سینمای نیوزیلند تزریق می‌شود. در ۱۹۷۶ اولین فیلم ۳۵ میلی‌متری تاریخ نیوزلند به نام سگ‌های خفته (Sleeping Dogs) به کارگردانی راجر دونالدسون با عوامل تمام بومی ساخته شد. اهمیت سگ‌های خفته معرفی نسل جدید بازیگران سینمای نیوزیلند است. سم نیل از مطرح‌ترین افراد این نسل محسوب می‌شود. در دهه ۸۰ فیلمسازی بومی و تولید مشترک درنیوزیلند شتاب خوبی پیدا می‌کند و فیلم‌هایی مانند مرد کادیلاک با بازی رابین ویلیامز و کوکتل با بازی تام کروز هر ۲ فیلم ساخته راجر دونالدسون به خوبی دیده می‌شوند.
در دهه ۹۰ با فعالیت جین کمپیون در بدنه سینمای نیوزیلند و کارگردانی فیلم برنده اسکار پیانودر ۱۹۹۳و معرفی چند بازیگر طراز مانند آناپاکوین و همچنین پیتر جکسون با فیلم موجودات آسمانی در ۱۹۹۴ و لی تاماهوری با فیلم روزگاری جنگجو بودند در ۱۹۹۴، سینمای نیوزیلند به عنوان یک استعداد تازه در سینمای جهان معرفی می‌شود.
ادامه فعالیت‌های پیتر جکسون با سه‌گانه ارباب حلقه و محموعه فیلم هابیت اوج نام‌آوری سینمای نیوزیلند است. دولت کمک شایان توجهی به این پروژه‌ها می‌کند و پارلمان این کشور نیز توصیه‌ای مبنی بر ملی بودن این مجموعه‌های سینمایی به قصد جلب گردشگر دارد. موفقیت‌های این آثار افزایش ۱۰۰ درصدی گردشگری درنیوزیلند را طی بازه زمانی ۲۰۰۴ تا ۲۰۰۶ در پی دارد.

## جشنواره‌ها
جشنواره بین‌المللی فیلم نیوزیلند هر ساله در ماه ژوئیه در یکی از شهرهای این کشور برگزار می‌شود. این جشنواره در سال ۱۹۸۴ از تلفیق جشنواره فیلم اوکلند (تأسیس ۱۹۶۹) و جشنواره فیلم ولینگتون (تأسیس ۱۹۷۲) به وجود آمد. از سال ۲۰۰۲ این جشنواره تحت نام و پرچم نیوزیلند و به صورت بین‌المللی برگزار می‌شود.
جوایز فیلم و تلویزیون نیوزیلند (New Zealand film and television awards) نام گروه متعددی از جوایز است که طی سالیان گذشته، توسط گروه‌ها و نهادهای مختلف و به اشکال گوناگون برگزار و به هنرمندان سینما و تلویزیون در نیوزیلند اهدا شده‌است. در حال حاضر، تنها جایزه فیلم موجود در نیوزلند «جایزه فیلم کانال ری‌یَلتو نیوزلند» است.

## فیلم‌هایی که تمام یا بخشی از آن‌ها در نیوزیلند فیلمبرداری شدند
- ۱۰۰۰۰ سال پیش از میلاد
- ۳۰ روز شب
- آخرین سامورایی
- آناکونداها: شکار ارکیده خونین
- آنچه در سایه‌ها انجام می‌دهیم
- آواتار
- ارباب حلقه‌ها: بازگشت پادشاه
- ارباب حلقه‌ها: دو برج
- ارباب حلقه‌ها: یاران حلقه
- اژدهای پیت
- اسب آبی: حماسه اعماق
- استخوان‌های دوست‌داشتنی (فیلم)
- افسانه زورو
- امپراتور (فیلم)
- اولدبوی
- بازیکنان
- باونتی
- ببر خیزان، اژدهای پنهان: شمشیر سرنوشت
- بدمزه
- بدون پارو
- بگذار وارد شوم
- بگو… عاشقم هستی
- بیگانگان زیرشیروانی
- بیگانه: کاوننت
- پرواز به خانه
- پسر
- پلی به‌سوی ترابیتیا
- پیانو
- تابستان بی‌پایان
- ثور: رگنراک
- جهان زیرین: ظهور لایکن‌ها
- چین‌خوردگی در زمان
- خاستگاه مردان ایکس: ولورین
- دیدار با احمقان
- رسم سلحشور
- روز عشق
- ستیزه‌گر
- سرگذشت نارنیا: شاهزاده کاسپین
- سرگذشت نارنیا: شیر، کمد و جادوگر
- سریعترین ایندین جهان
- سوارکار نهنگ
- شبح درون پوسته
- شکار انسان‌های سرگردان
- طرف دیگر بهشت
- عقاب در برابر کوسه
- غرب آهسته
- فرار از تله
- فرشته‌ای سر میز من
- فریب
- کریسمس سیاه
- کینگ کونگ
- لولوخورخوره
- مأموریت دیوانه‌وار ۴
- مأموریت: غیرممکن - فال‌اوت
- محدودیت عمودی
- مرد مجرد
- مرده شریر
- مگ
- ملکه رودخانه
- منطقه ۹
- موتورهای فانی
- موجودات آسمانی
- مولان
- نوری در میان اقیانوس‌ها
- نهان
- هابیت
- هابیت: برهوت اسماگ
- هابیت: نبرد پنج سپاه
- هشت درجه زیر صفر
- هیچ راهی وجود ندارد
- یوگی خرسه

## آمار و ارقام
در حال حاضر بیش از ۴۲۰ سالن سینمای مدرن درنیوزیلند فعالیت دارند. سرانه تولید فیلم در این کشور شامل ۲۱ فیلم بلند، ۲ فیلم انیمیشن و ۷ فیلم مستند است. جمعیت سینماروی این کشور نیز حدود ۱۶ میلیون نفر گزارش شده‌است.